# Lelwel-Kuhantilope
Die Lelwel-Kuhantilope (Alcelaphus lelwel), auch Lelwel-Hartebeest oder Jacksons Kuhantilope genannt, ist eine im Afrika vorkommende Antilope aus der Gruppe der Kuhantilopen (Alcelphinae). Das Verbreitungsgebiet beginnt im Südosten des Tschad und verläuft dann durch die Zentralafrikanische Republik und den Südsudan bis ins südwestliche Äthiopien und nach Uganda.

## Merkmale

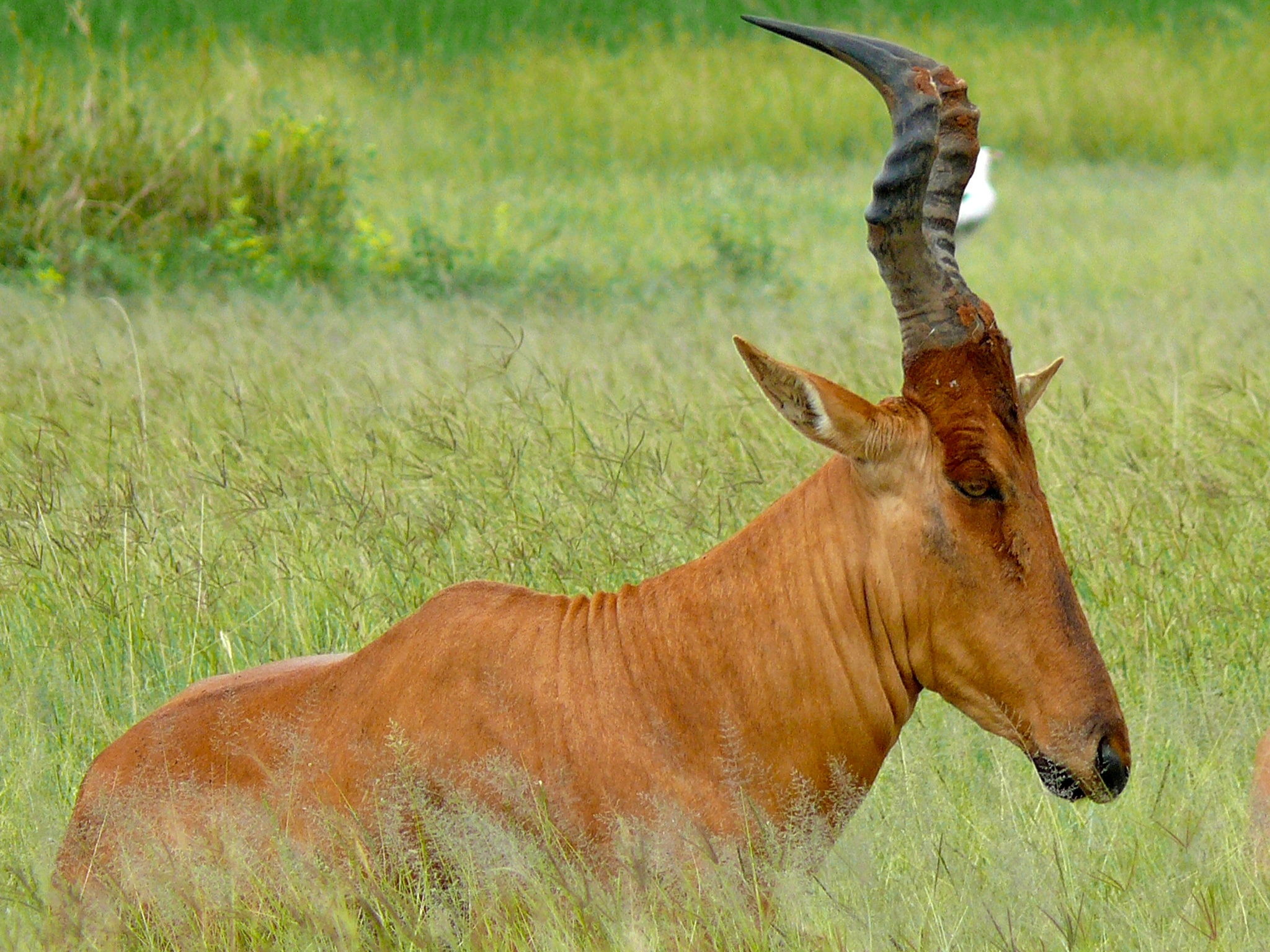
Ruhende Lelwel-Kuhantilope

Mit einer Kopf-Rumpf-Länge von 180 bis 200 Zentimeter und einer Schulterhöhe von 108 bis 150 Zentimeter ist die Antilopenart relativ groß. Männchen erreichen ein Gewicht von 175 bis 218 kg, Weibchen bleiben mit einem Gewicht von 150 bis 185 kg deutlich kleiner. Das Fell ist rötlich-braun gefärbt, wobei die rötliche Tönung deutlicher ausgeprägt ist als bei benachbarten Arten. Die dunkle Zeichnung im Gesicht, die etwas dunklere Schattierung der mittleren Rückenregion und die dunklen Streifen an den Vorderseiten der Vorderbeine sind dagegen weniger deutlich bzw. kaum wahrzunehmen. Unterhalb des Schwanzes ist das Hinterteil hell. Beide Geschlechter haben Hörner. Von vorn gesehen bilden beide Hörner ein schmales aufrechtes V. Die mit Fell bedeckte Basis der Hörner ist bei der Lelwel-Kuhantilope länger als bei allen anderen Kuhantilopen und der Schädel der Männchen ist im Vergleich zu dem der Weibchen besonders robust. Das Sekret der Voraugendrüse ist bei der Lelwel-Kuhantilope farblos.

## Lebensraum und Lebensweise

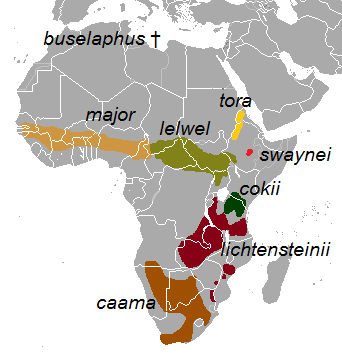
Das Verbreitungsgebiet der Lelwel-Kuhantilope

Die Lelwel-Kuhantilope kommt in Savannen und Waldsavannen vor, die mit Akazien und Bäumen und Sträuchern aus den Gattungen Combretum und Isoberlinia geprägt sind. Sie ernähren sich fast ausschließlich von Gras. Die Hauptfresszeiten liegen in den späten Tagesstunden. In Uganda leben die Tiere in großen Gruppen auf weiten, grasbewachsenen Ebenen. Ende April bis Juni, zum Ende der Regenzeit ziehen sie in höher gelegene Gebiete und teilen sich in kleinere Herden auf, die aus Weibchen und Jungtieren bestehen. Die Männchen beanspruchen Reviere und konkurrieren heftig um die Weibchen. Die kleinen Herden bleiben dann meist im Territorium eines bestimmten Männchens und wandern nur wenig, sodass sie für eine Weile als dessen Harem angesehen werden können. Revierbesitzende Männchen überwachen ihre Territorien von erhöhten Positionen aus, z. B. von erodierten Termitenhügeln. Da die Paarungszeit nur etwas über einen Monat andauert, ist der Wettbewerb zwischen den Männchen ungewöhnlich intensiv. Die Männchen kämpfen, indem sie sich auf die vorderen Knie fallen lassen und mit der Stirn und den Hörnern stoßen, wobei sich die Hörner bis zu einem gewissen Grad ineinander verkeilen können. Die Weibchen zeigen ihre Paarungsbereitschaft, indem sie das hell gefärbte Hinterteil herausstrecken. Sie bringen ihre ersten Jungen im Alter von etwa zwei Jahren zur Welt, die Männchen sind mit einem Jahr geschlechtsreif.

## Systematik

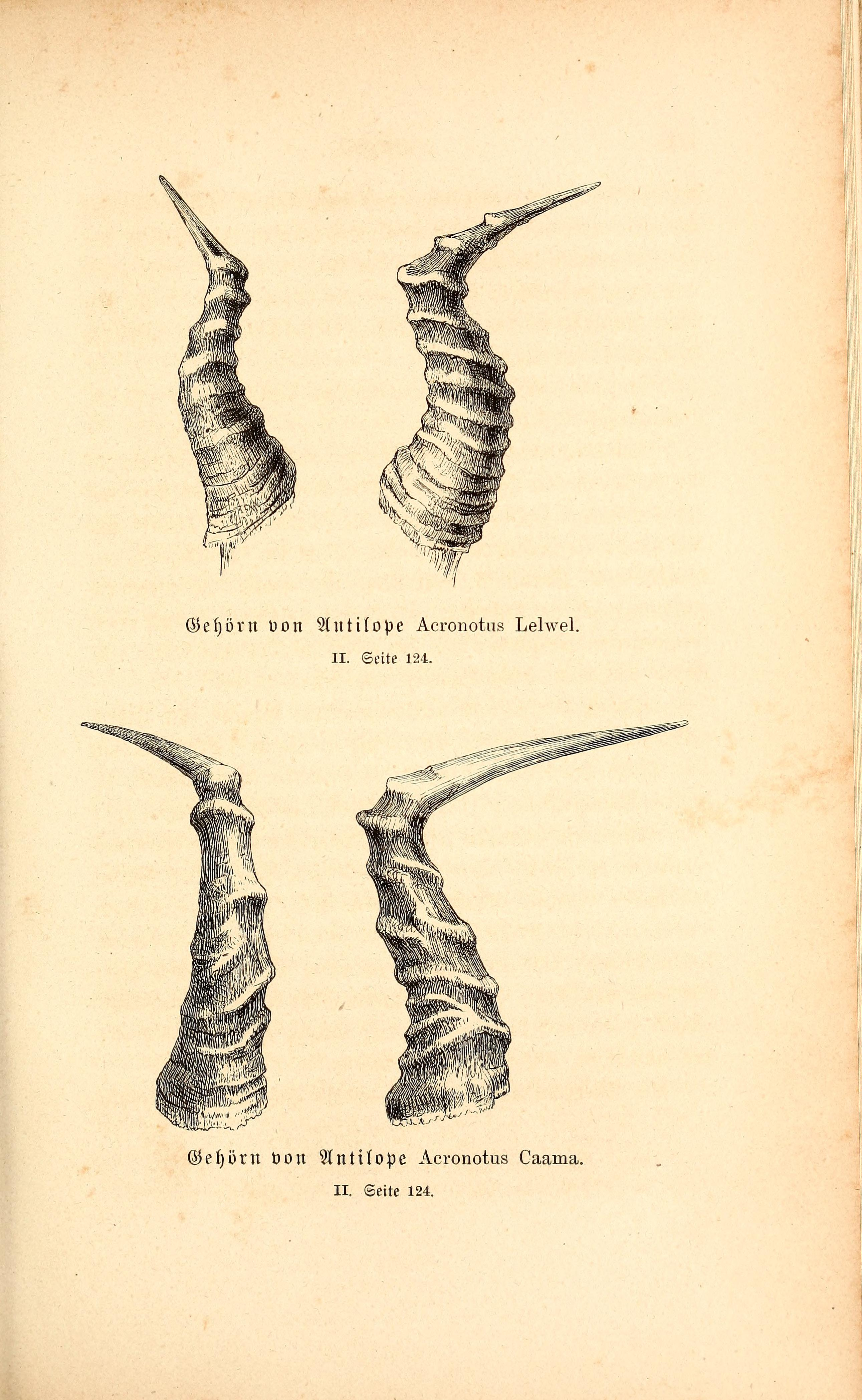
Abbildung des Hornpaars (oben) aus Heuglins „Reise in Nordost-Afrika“

Die Lelwel-Kuhantilope erhielt 1877 durch den deutschen Afrikaforscher Theodor von Heuglin zum ersten Mal eine wissenschaftliche Bezeichnung. Er benannte sie Acronotus lelwel nach dem einheimischen Namen „Lelwel“. Die Benennung basierte auf einem Hornpaar, das im Gebiet des Weißen Nils gefunden wurde. Die Gattung Alcelaphus, in die die Lelwel-Kuhantilope später überführt wurde, ist schon 1816 durch den französischen Zoologen Henri de Blainville eingeführt worden. Zusammen mit anderen Vertretern der Eigentlichen Kuhantilopen wurde die Lelwel-Kuhantilope im 20. Jahrhundert unter der wissenschaftlichen Bezeichnung Alcelaphus buselaphus und dem deutschen Trivialnamen „Kuhantilope“ zusammengefasst. Innerhalb der Art unterschied man bis zu acht Unterarten, darunter auch Alcelaphus buselaphus lelwel. Vergleiche der mitochondrialen DNA zeigten aber, dass die Gattung Alcelaphus aus drei Kladen besteht, eine westafrikanische, eine südafrikanische und eine ostafrikanische. Die Lelwel-Kuhantilope gehört zusammen mit der Kongoni-Kuhantilope (A. cokii), der Somalia-Kuhantilope (A. swaynei) und der Tora-Kuhantilope (A. tora) zur ostafrikanischen Klade. In einer 2011 veröffentlichten Revision der Hornträger durch Colin Groves und Peter Grubb wurden alle Unterarten der „Kuhantilope“ als eigenständige Arten anerkannt. Kingdon und andere Autoren sehen die „Kuhantilope“ jedoch weiterhin als eine einzige Art an. Besonders die Abgrenzung von Lelwel-Kuhantilope und Kongoni-Kuhantilope ist problematisch und die Haplotypen beider Arten sind eng miteinander verbunden. Bei den im westlichen Kenia vorkommenden Kuhantilopen handelt es sich um Hybriden zwischen der Lelwel-Kuhantilope und der Kongoni-Kuhantilope. Im Norden des Verbreitungsgebietes der Hybriden, zwischen Baringosee und Mount Kenia ähneln diese Hybriden mehr der Lelwel-Kuhantilope, im Süden zwischen dem Victoriasee und dem östlichen Zentralafrikanischen Graben in Tansania ähneln sie mehr der Kongoni-Kuhantilope. Alcelaphus jacksoni ist ein Synonym von Alcelaphus lelwel.

## Gefährdung
Die IUCN schätzt den Bestand der Lelwel-Kuhantilope als stark gefährdet ein. Er ging von mehr als 285.000 Exemplaren in den 1980er Jahren auf 70.000 (1999) zurück. Im südsudanesischen Südlichen Nationalpark soll es etwa 1000 Exemplare geben, im Boma-Nationalpark etwas mehr als 100. Der Verlust des Lebensraums, Überjagung und die Konkurrenz zum Viehbestand werden als Gründe für den starken Rückgang der Population angegeben.